# Adam Szrajer
Adam (wł. Abram) Szrajer (ur. 15 lub 27 listopada 1873 we wsi Radwańczewo, okręg skulski; zm. 11 lutego 1934 w Katowicach) – polski fabrykant pochodzenia żydowskiego, pionier zabawkarstwa polskiego, właściciel Fabryki Lalek i Zabawek w Kaliszu przy ulicy Niecałej 2 oraz Kaliskiej Mechanicznej Fabryki Obcasów Drewnianych; inicjator i pierwszy prezes Polskiego Związku Przemysłu Zabawkarskiego.

## Życiorys

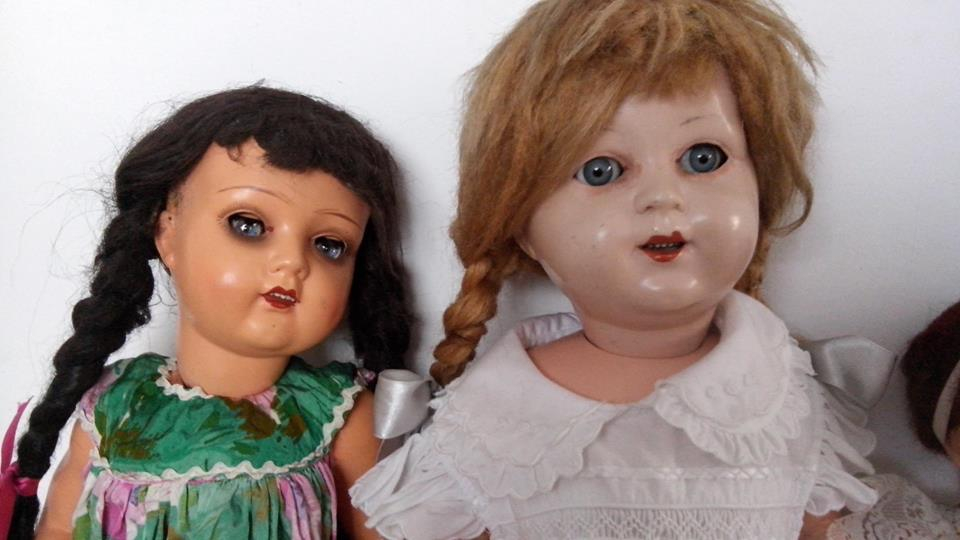
Lalki z Fabryki Lalek i Zabawek Adama Szrajera.

Syn Abrama Szrajera, właściciela wsi Radwańczewo oraz jego żony Estery. Po osiągnięciu wieku dorosłego podjął pracę w Fabryce Lalek i Zabawek Jakuba Fingerhuta w Kaliszu. Z czasem ożenił się z córką właściciela - Bertą. Na początku XX w. przejął fabrykę, rozbudowując ją i unowocześniając, jednocześnie wprowadzając na polski rynek nowatorską produkcję zabawek i lalek z celuloidu.
Wyroby z fabryki Adama Szrajera zdobyły m.in. złoty medal na Powszechnej Krajowej Wystawie w Poznaniu (PeWuKa), były też eksportowane na rynek zagraniczny, ciesząc się dużym powodzeniem.
Adam Szrajer zmarł nagle, na dworcu w Katowicach, podróżując do syna przebywającego na leczeniu w Wiedniu. Przyczyną zgonu był prawdopodobnie zawał serca.
Adam Szrajer miał trzech synów: Mieczysława, Henryka oraz Leona. Mieczysław i Henryk uciekając przed II wojną światową emigrowali do USA, gdzie kontynuowali zabawkarską spuściznę ojca. Leon Szrajer zginął walcząc w powstaniu warszawskim.

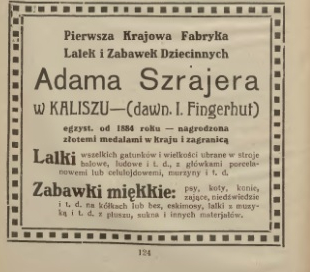
Reklama Fabryki Lalek i Zabawek Adama Szrajera w przedwojennej prasie

Lalki z fabryki Adama Szrajera można obejrzeć m.in. w Muzeum im. G.J. Osiakowskich w Kaliszu.

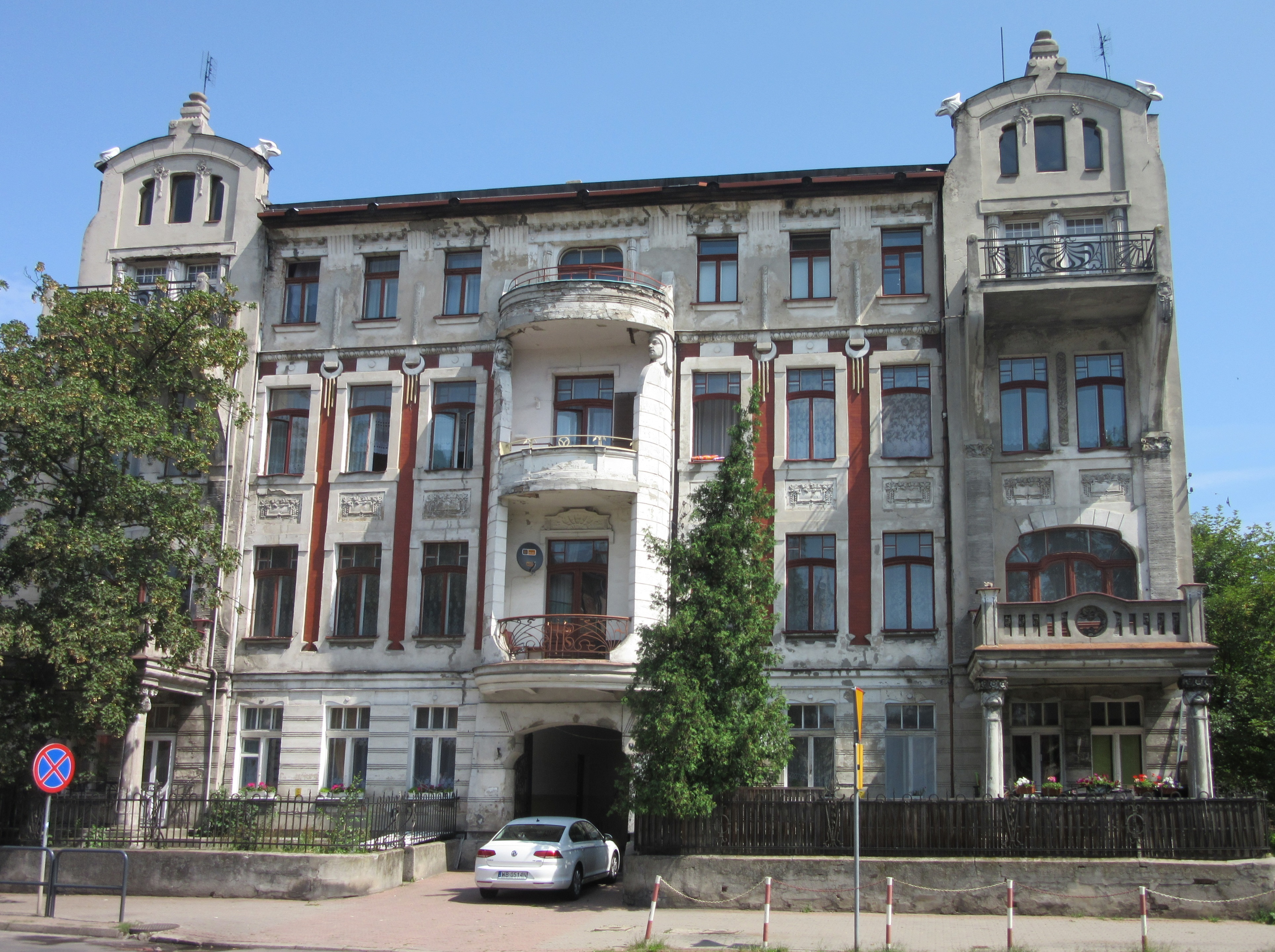
Dom Szrajerów w Kaliszu